# Paul Johnson
Paul Bede Johnson, född 2 november 1928 i Manchester, död 12 januari 2023 i London, var en brittisk journalist, författare och historiker.
Han var redaktör för tidskrifterna New Statesman och The Spectator innan han blev en av Englands mest kontroversiella historiker, bl.a. i sin roll som TV-producent. Som historiker arbetar han i den engelska common-sense-traditionen. Hans perspektiv är den vanliga människans, hans referensramar präglas av det som kommit att kallas för de borgerliga dygderna. Han har en liberal och antietatisk historiesyn, och går ofta till storms mot marxistisk historiesyn. Hans framställning präglas av journalistens förmåga att levandegöra fakta och samhällsprocesser, ofta har han mera moralistens ton än historikerns. 
Förlagen Ratio och Timbro har utgett några översättningar.